# Elf (альбом)
Elf перший альбому блюз-рок гурту Ронні Джеймса Діо Elf. Він був випущений у 1972 році. В цьому альбомі Діо зазначений під своїм справжнім іменем - Рональд Падавона. У 1994 році Ронні сказав, що використав своє справжнє ім'я як данину поваги для батьків, щоб вони хоча б раз побачили своє прізвище на обкладинці альбому.
Після цього альбому, Стів Едвардс замінив Девіда Файнштейна на посаді гітариста, і Крейг Грабер став бас-гітаристом гурту, що дозволило Діо зосередитись на вокалі. Цей склад, за винятком Едвардса, став першим складом гурту Rainbow, який створив Річі Блекмор, після того як пішов з Deep Purple.

## Список композицій
Автор музики і слів Гері Дріскол, Мікі Лі Соул, Девід Файнштейн і Рональд Падавона. 
| #  | Назва                                         | Тривалість |
| -- | --------------------------------------------- | ---------- |
| 1. | «Hoochie Koochie Lady»                        | 5:32       |
| 2. | «First Avenue»                                | 4:23       |
| 3. | «Never More»                                  | 3:50       |
| 4. | «I'm Coming Back For You»                     | 3:27       |
| 5. | «Sit Down Honey (Everything Will Be Alright)» | 3:48       |
| 6. | «Dixie Lee Junction»                          | 5:09       |
| 7. | «Love Me Like A Woman»                        | 3:47       |
| 8. | «Gambler, Gambler»                            | 4:26       |

## Учасники
- Рональд Падавона (пізніше Ронні Джеймс Діо) – вокал, бас-гітара
- Девід Файнштейн - гітара
- Мікі Лі Соул - фортепіано
- Гері Дріскол - ударні